# Bibliotekarz II: Tajemnice kopalni króla Salomona

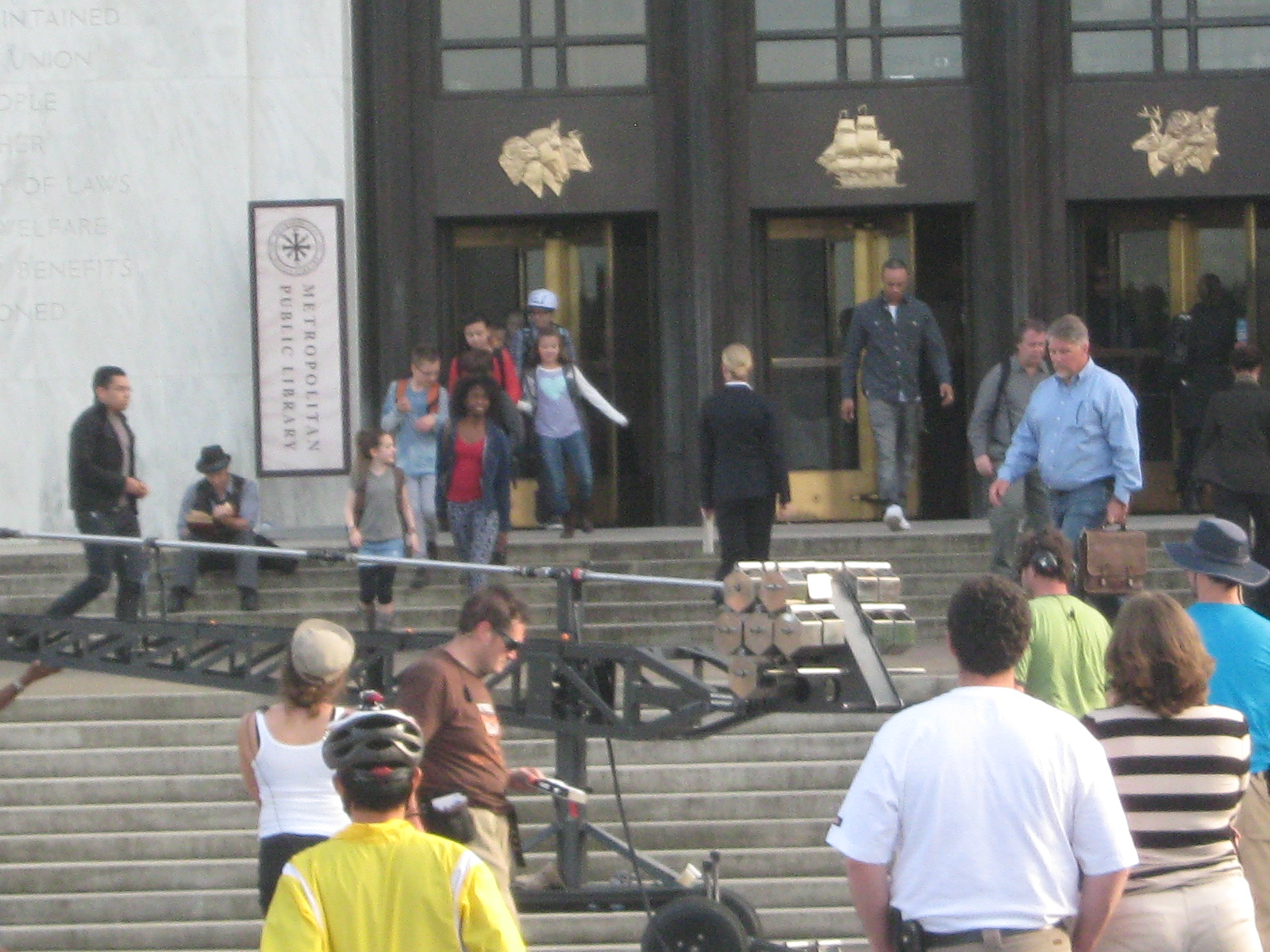
Kapitol Stanowy Oregonu, posłużył kilkakrotnie filmowcom jako Biblioteka Miejska.

Bibliotekarz II: Tajemnice kopalni króla Salomona (ang. The Librarian: Return to King Solomon’s Mines) – amerykański film przygodowy z 2006 roku. W głównych rolach występują Noah Wyle i Jane Curtin. Zdjęcia kręcono w Kapsztadzie. Jest to ciąg dalszy losów bibliotekarza przedstawionych w filmie Bibliotekarz: Tajemnica włóczni z 2004 roku.

## Fabuła
Druga część przygód Flynna Carsena, młodego pracownika niezwykłej Biblioteki Metropolitalnej, gdzie zgromadzone są najcenniejsze i legendarne skarby cywilizacji, wśród nich: puszka Pandory, Arka Przymierza, Excalibur i wiele innych. Pewnego dnia Flynn otrzymuje starożytny egipski zwój. Badając jego tajemnicze wzory i symbole, odkrywa, że należał on do Króla Salomona. Prawdopodobnie stanowi on mapę do owianych legendą kopalni Króla Salomona i jest kluczem do odkrycia jednej z największych i niewyjaśnionych dotąd tajemnic.

## Obsada
- Noah Wyle: Flynn Carsen
- Gabrielle Anwar: Emily Davenport
- Bob Newhart: Judson
- Jane Curtin: Charlene
- Erick Avari: Generał Samir
- Olympia Dukakis: Margie Carsen
- Robert Foxworth: Wujek Jerry